# Новая Зеландия на летних Олимпийских играх 1988
Новая Зеландия принимала участие в Летних Олимпийских играх 1988 года в Сеуле (Корея) в восемнадцатый раз за свою историю, и завоевала три золотые, две серебряные и восемь бронзовых медалей. Сборную страны представляли 16 женщины. Это наибольшее количество медалей, выигранных сборной Новой Зеландии.

## 01!Золото
- Каноэ, мужчины — Иэн Фергюсон и Пол Макдональд.
- Конный спорт, мужчины — Марк Тодд.
- Парусный спорт, мужчины — Брюс Кендалл.

## 02!Серебро
- Каноэ, мужчины — Иэн Фергюсон и Пол Макдональд.
- Парусный спорт, мужчины — Rex Sellers и Chris Timms.

## 03!Бронза
- Каноэ, мужчины — Пол Макдональд.
- Конный спорт, мужчины — Andrew Bennie, Margaret Knighton, Tinks Pottinger и Марк Тодд.
- Парусный спорт, мужчины — Джон Катлер.
- Гребля, мужчины — Эрик Вердонк.
- Гребля, мужчины — Эндрю Бёрд, Грег Джонстон, Джордж Кейс, Крис Уайт и Иан Райт.
- Гребля, мужчины — Никола Пейн и Линли Ханнен.
- Плавание, мужчины, 200 метров, баттерфляй — Энтони Моссе.
- Плавание, мужчины, 200 метров, на спине — Пол Кингзмен.

## Результаты соревнований

### Академическая гребля
В следующий раунд из каждого заезда проходили несколько лучших экипажей (в зависимости от дисциплины). В финал A выходили 6 сильнейших экипажей, ещё 6 экипажей, выбывших в полуфинале, распределяли места в малом финале B
Мужчины
| Соревнование | Спортсмены   | Предварительный заезд | Предварительный заезд | Предварительный заезд | Отборочный заезд | Отборочный заезд | Отборочный заезд | Полуфинал | Полуфинал | Полуфинал | Финал   | Финал   | Итоговое место |
| Соревнование | Спортсмены   | Заезд                 | Время                 | Место                 | Заезд            | Время            | Место            | Заезд     | Время     | Место     | Время   | Место   | Итоговое место |
| ------------ | ------------ | --------------------- | --------------------- | --------------------- | ---------------- | ---------------- | ---------------- | --------- | --------- | --------- | ------- | ------- | -------------- |
| одиночки     | Эрик Вердонк | 3                     | 7:18,69               | 1 Q                   | Не участвовал    | Не участвовал    | Не участвовал    | 1         | 7:11,98   | 3 QA      | Финал A | Финал A | 3              |
| одиночки     | Эрик Вердонк | 3                     | 7:18,69               | 1 Q                   | Не участвовал    | Не участвовал    | Не участвовал    | 1         | 7:11,98   | 3 QA      | 6:58,66 | 3       | 3              |